# Ticket to the Moon
«Ticket to the Moon» es una canción del grupo británico Electric Light Orchestra, publicada en el álbum de estudio Time (1981). La canción, compuesta por Jeff Lynne, fue también publicada como el tercer sencillo del álbum, tras «Hold on Tight» y «Twilight», en diciembre de 1981 en los Estados Unidos y en enero de 1982 en el Reino Unido.
La canción fue publicada en un sencillo de doble cara A, tanto en formato de siete como de doce pulgadas, con la canción «Here is the News» y alcanzó el puesto 24 en la lista británica UK Singles Chart. La canción es reminiscente de los primeros trabajos del grupo, con un mayor uso de la orquestación, conducida en esta ocasión por Rainer Pietsch. El video promocional incluyó la presencia de Mik Kaminski tocando el violín. La imagen de la portada fue también utilizada como portada del siguiente sencillo, «The Way Life's Meant to Be».
El título de la canción fue utilizado como título de un recopilatorio, Ticket to the Moon: The Very Best of Electric Light Orchestra Volume 2, publicado en 2007.

## Posición en listas
| País        | Lista                | Posición |
| ----------- | -------------------- | -------- |
| Francia     | SNEP Singles Chart   | 4        |
| Alemania    | Media Control Charts | 61       |
| Irlanda     | Irish Singles Chart  | 17       |
| Reino Unido | UK Singles Chart     | 24       |